# Aura Lee
Aura Lee (o Aura Lea) è un canto tradizionale statunitense composto da George R. Poulton (autore della melodia) e William Whiteman Fosdick (autore del testo) e pubblicato nel 1861, durante la guerra civile.
La prima incisione "ufficiale" risale tuttavia soltanto al 1936, ad opera di Frances Farmer.
La melodia del brano fu ripresa nella celebre canzone di Elvis Presley Love Me Tender (con testo scritto dallo stesso Presley e da Ken Darby).

## Storia

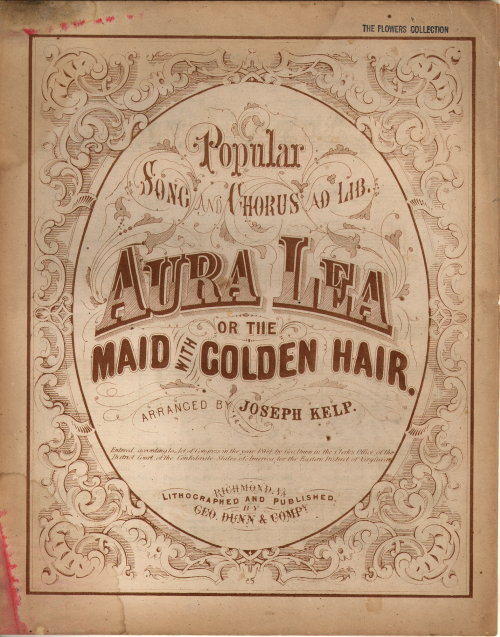
Copertina del libretto contenente la versione del brano per le truppe confederate (1864)

I diritti d'autore del brano furono depositati nel 1861 a Cincinnati.
Il brano, intonato inizialmente da cantanti di strada, divenne in seguito molto popolare durante la guerra civile, iniziata proprio nel periodo di pubblicazione del brano, presso le truppe di stanza a West Point.
Questa popolarità presso i soldati spinse L.W. Becklaw a cambiarne il testo, riadattandolo a canzone militare con il titolo di Army Blue.
Successivamente ne fu fatto un altro riadattamento con il titolo di The Yellow Rose of Texas.
Nel 1936, il brano fu interpretato da Frances Farmer nel film Ambizione (Come and Get It).

## Testo

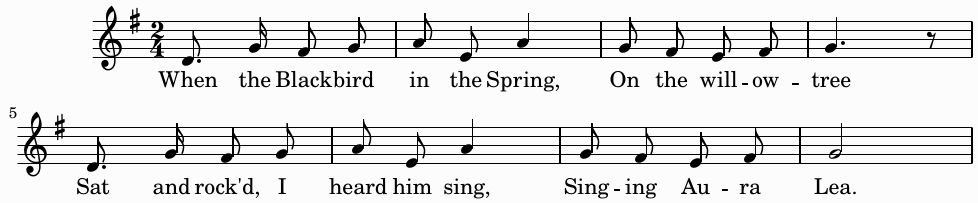
Spartito del brano

Il testo parla di una ragazza dai capelli color biondo oro (maid of golden hair), che si sente cantare "come il merlo a primavera" (as the blackbird in the spring):

### Versione originale
When the blackbird in the Spring,
'On the willow tree,
Sat and rocked, I heard him sing,
Singing Aura Lea.
Aura Lea, Aura Lea,
Maid with golden hair;
Sunshine came along with thee,
And swallows in the air.
Ritornello:
Aura Lea, Aura Lea,
Maid with golden hair;
Sunshine came along with thee,
And swallows in the air.
In thy blush the rose was born,
Music, when you spake,
Through thine azure eye the morn,
Sparkling seemed to break.
Aura Lea, Aura Lea,
Birds of crimson wing,
Never song have sung to me,
As in that sweet spring.
Ritornello
Aura Lea! the bird may flee,
The willow's golden hair
Swing through winter fitfully,
On the stormy air.
Yet if thy blue eyes I see,
Gloom will soon depart;
For to me, sweet Aura Lea
Is sunshine through the heart.
Ritornello
When the mistletoe was green,
Midst the winter's snows,
Sunshine in thy face was seen,
Kissing lips of rose.
Aura Lea, Aura Lea,
Take my golden ring;
Love and light return with thee, 
And swallows with the spring.
Ritornello

## Versioni discografiche
Il brano, oltre che da Frances Farmer, fu inciso anche dai seguenti artisti o gruppi (in ordine alfabetico):
- Kenny Ball and His Jazzmen[7]
- Jimmy Dean con The Chuck Cassey Singers (1964)
- Melanie Falko e Jordan Lee (2006)
- Connie Francis (1961)
- George Hamilton IV (1958)
- Jordan Lee e Sam Pacetti (2010)
- The Mormon Tabernacle Choir (1961)
- Katie O'Brien (2009)
- Psaltrio (2007)
- Jim Reeves (2009)
- Sammy Rimington e Barry Martyn (1986)
- Timothy Seaman e Ann Robinson (2012)
- Shelton Brothers (1938)
- Charles Wood (2000)

## Il brano nella cultura di massa
- Il brano fu incluso in un medley nel 221º episodio del Muppet Show[4]